# Sport connecté

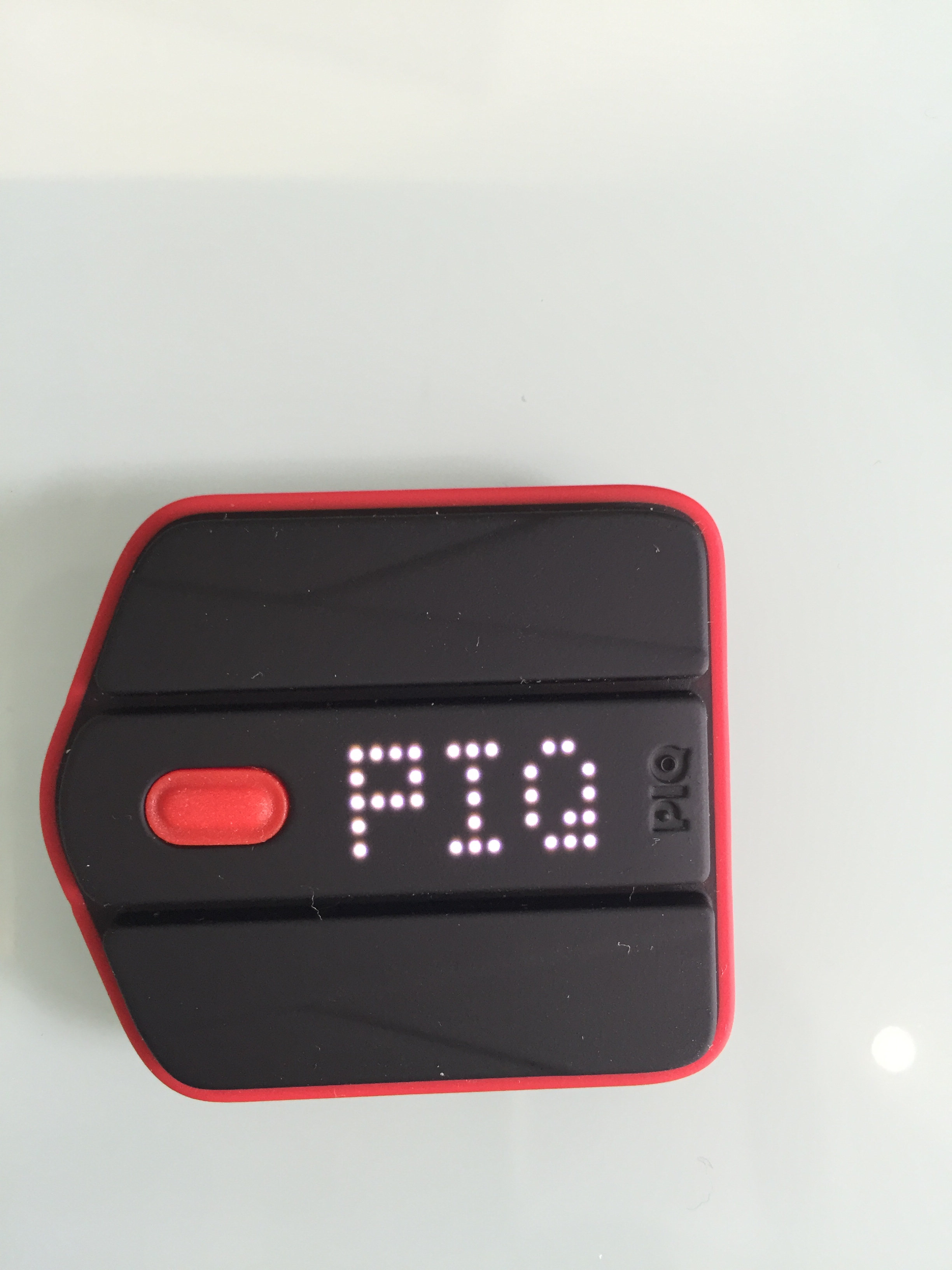
PIQ Multi sport sensor.

Contrairement au mouvement de la santé connectée, le sport connecté s'attache à mesurer les performances. Des acteurs des États-Unis et d'Europe proposent des solutions pour mesurer les données spécifiques des mouvements de sports spécifiques. Différentes entreprises adressent différents sports, comme le 94Fifty Smart Sensor pour le basketball, le capteur pour le baseball de Zepp, le capteur Babolat et PIQ pour le tennis connecté,, ou le ski connecté avec Garmin, Gopro ou PIQ.

## Le capteur connecté pour le sport
L'offre connectée pour le sport comme le Nike+ proposé au début des années 2000 est un appareil ou une application capable d'enregistrer les performances même de l'athlète et de tracker et suivre les différents métriques de la pratique sportive comme l'accélération, la vitesse, la vélocité, la hauteur, l'airtime, la force G, l'amplitude, la direction, etc. Le terme décrit des appareils électriques comme le capteur connecté synchronisé en général à distance en Bluetooth avec un PC, un smartphone pour enregistrer les données et mesurer les performances. Il y a aussi des applications mobiles vouées à la mesure des performances sportives.

## Les capteurs multisports
Si des marques de sport proposent des capteurs embarqués dans leurs accessoires, une nouvelle discipline émerge avec les capteurs multisports. Des capteurs connectés spécialisés proposent la mesure spécifique des performances sportives. Par exemple le capteur PIQ est un capteur multisport destiné à la collecte, la mesure et l'enregistrement de l'ensemble des métriques de la pratique du sport, afin de mesurer l'ensemble des mouvements, de numériser les performances et de proposer des objectifs. Le capteur se porte sur le corps à une place spécifique selon le sport pratiqué. Pour le golf le capteur se porte sur le gant,…